# Urs Boschung
Urs Boschung (* 21. Juni 1946 in Bern) ist ein Schweizer Medizinhistoriker.

## Leben
Boschung war der Sohn des Mediziners Peter Boschung und dessen Ehefrau Else Mathilde (geb. Lehnen).
Er studierte Medizin an der Universität Bern und wurde 1973 promoviert. Von 1974 bis 1976 arbeitete er als Assistent bei Huldrych M. Koelbing am Medizinhistorischen Institut der Universität Zürich und 1976/77 bei Nikolaus Mani am Medizinhistorischen Institut der Universität Bonn. 1978 kehrte er als Konservator der Medizinhistorischen Sammlung und wissenschaftlicher Mitarbeiter des Medizinhistorischen Instituts zu Koelbing an die Universität Zürich zurück. Dort wurde er 1982 auch für Geschichte der Medizin habilitiert. Danach war er ausserordentlicher und ab 1996 ordentlicher Professor für Geschichte der Medizin sowie Direktor des Medizinhistorischen Instituts (ab 2004: des Institut für Medizingeschichte) der Universität Bern. Ende August 2011 wurde Boschung emeritiert.
Von 1991 bis 2003 war er am Berner Haller-Forschungsprojekt des Schweizerischen Nationalfonds beteiligt.
Boschung ist seit 2001 Mitglied der Gelehrtengesellschaft Leopoldina.